# 全面发展的教育
全面发展的教育（英語：Holistic Education），又被稱為全人教育，是指培养全面发展的人的教育思想。

## 历史
从古希腊时期开始即有着对人全面发展的要求。雅典当时的教育包括体育、德育和“缪斯”教育，后者大体上包括了现代的智育和美育。文艺复兴时期的人文主义者明确提出了“全才”这一人格典范。之后，席勒首次在其著作《美育书简》中明确提出“美育”的概念。英国教育家约翰·洛克首次将教育的三大部分德育、智育、体育作了区分。而瑞士教育家裴斯泰洛齐则认为全面发展的教育包括体育和劳动教育、德育和智育三个部分。

## 主要学说

### 五育说
是当代最主要的全面教育学说。中国大陆使用的五育概念为德智体美劳，即德育、智育、体育、美育和劳动技能教育，港澳台所使用的五育观念则为德智体群美，其中群指群育。

### 其它学说
其它学说可以看作在五育的基础上作增减而得，包括：
- 三育说（德智体）
- 四育说（德智体美）
- 六育说（五育加上心育，即心理健康教育）